# Octomeria serrana
Octomeria serrana är en orkidéart som beskrevs av Frederico Carlos Hoehne. Octomeria serrana ingår i släktet Octomeria och familjen orkidéer. Inga underarter finns listade i Catalogue of Life.